# Estación de Outeiro
La Estación Ferroviaria de Outeiro, también conocida como Estación de Outeiro, es una plataforma ferroviaria de la Línea del Oeste, que sirve a la parroquia de Outeiro da Cabeça, en el ayuntamiento de Torres Vedras, en Portugal.

## Características

### Localización y accesos
Se encuentra junto a la calle de la Estación, en la localidad de Outeiro da Cabeça.

### Descripción física
En enero de 2011, tenía dos vías de circulación, ambas con 332 metros de longitud; las plataformas tenían 121 y 108 metros de extensión, y 35 y 30 centímetros de altura.

## Historia

### Apertura al servicio
El tramo entre Torres Vedras y Leiría de la Línea del Oeste, en el cual esta plataforma se inserta, entró en servicio el 1 de agosto de 1887.